# Histoire croisée
Die Histoire croisée (Verflechtungsgeschichte) wurde von Bénédicte Zimmermann und Michael Werner (an der EHESS in Paris) entwickelt. Sie ist ein Ansatz für multiperspektivische Geschichtsschreibung transnationaler Geschichte, der von den französischen Sozialwissenschaften angeregt wurde, und basiert auf der Kritik an vergleichenden und transferorientierten Ansätzen. Denn diese reproduzierten einen apriorischen Zuschnitt ihrer Untersuchungsobjekte. Damit entstehen Konflikte mit komparatistischen Richtungen der transnationalen Geschichtsschreibung. Ziel ist – wie bei allen Formen von Globalgeschichte oder sonstigen multiperspektivischen historischen Konzepten – die Begrenzung der Perspektive auf den Nationalstaat (wie in der Nationalgeschichte) zu überwinden.
Beide Autoren definieren ihr Modell als eine Verflechtungsgeschichte, die wechselseitige Transfers zweier oder mehrerer Vergleichsobjekte (z. B. Nationen, Zivilisationen, Regionen usw.) in den Fokus nimmt, um den historischen Prozesscharakter gegenseitiger Einflussnahmen und Rezeptionsmechanismen zu untersuchen. Im Gegensatz zur Vergleichs- und Transferanalyse geht dieser Ansatz von einem Analyseverfahren aus mehreren Blickrichtungen aus, mithilfe derer Verzerrungen und Schieflagen bei der historiographischen Erkenntnisgewinnung vermieden werden können. So soll die Methode den in der Komparatistik traditionell üblichen singulären Beobachtungspunkt ablösen, der die Gefahr mit sich bringt, einseitige Ergebnisse hervorzubringen. Durch den Blick aus verschiedenen Perspektiven auf eine Problemstellung sollen nunmehr sichere Interpretationen und Erkenntnisse gewonnen werden, die dem wechselseitigen Verhältnis der gegebenen Untersuchungsobjekte gerecht werden.
Zum einen sollen so die Asymmetrien der jeweiligen Vergleichsfälle besser deutlich gemacht werden, da sich aus ihrer kreuzweise vorgenommenen Gegenüberstellung eine „dynamische Differenz“ der Sichtweisen ergebe. Zum anderen versucht das Verfahren der Verflechtung den in den Sozial- und Kulturwissenschaften kaum zu vermeidenden Mangel an vollständiger Objektivität des Wissenschaftlers zu überwinden. Nach Werner und Zimmermann werde mit der Pluralität der Beobachtungspunkte automatisch ein Moment der Reflexivität geschaffen, der durch den ständigen Wechsel der Sichtweisen die methodische Genauigkeit des Historikers garantiere: „Es entsteht ein reflexiver Erklärungszusammenhang, in dem systematisch die eigene Position befragt und je nach Konstellation korrigiert wird.“